# Diéthylènetriamine
La diéthylènetriamine (DETA) est un liquide hygroscopique incolore, soluble dans l'eau et dans les hydrocarbures. C'est un analogue du diéthylène glycol, chimiquement équivalent à l'éthylènediamine. Il est utilisé dans l'industrie pétrolière comme solvant du soufre et pour extraire le sulfure d'hydrogène. Il est également utilisé en chimie, notamment pour la synthèse de durcisseurs d'époxy.
Mélangé à de l'UDMH, il forme de l’hydyne, qui est utilisé en astronautique comme ergol réducteur avec de l’oxygène liquide sur les lanceurs spatiaux Juno I, et de l'IRFNA pour les drones cibles Beechcraft AQM-37 Jayhawk britannique.